# وستپورت (کالیفرنیا)
وستپورت (به انگلیسی: Westport) یک منطقهٔ مسکونی در ایالات متحده آمریکا است که در شهرستان مندوسینو، کالیفرنیا واقع شده‌است. وستپورت ۶۰ نفر جمعیت دارد و ۳۸ متر بالاتر از سطح دریا واقع شده‌است.